# Luddenden Foot
Luddenden Foot – wieś w Anglii, w hrabstwie ceremonialnym West Yorkshire, w dystrykcie metropolitalnym Calderdale. Leży 28 km na zachód od miasta Leeds i 275 km na północny zachód od Londynu. W 2001 miejscowość liczyła 2233 mieszkańców.